# Atlas Blue

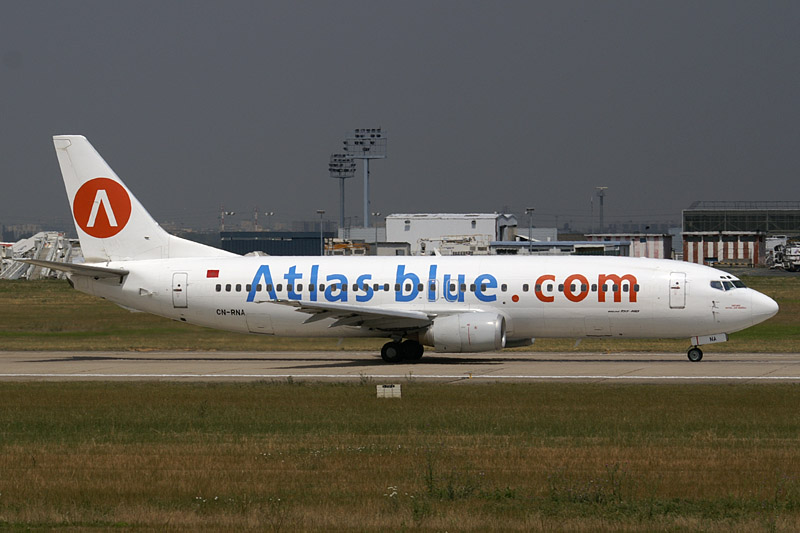
Boeing 737-400 linii Atlas Blue

Atlas Blue – marokańskie byłe tanie linie lotnicze z siedzibą w Marrakeszu. Obecnie są własnością Royal Air Maroc. Obsługiwały połączenia krajowe i do Europy Zachodniej. Głównym hubem był Port lotniczy Marrakesz-Menara.

## Porty docelowe

### Afryka
- Maroko
  - An-Nadur (Port lotniczy An-Nadur)
  - Fez (Port lotniczy Fez)
  - Al-Husajma (Port lotniczy Al-Husajma)
  - Marrakesz (Port lotniczy Marrakesz-Menara)
  - Tanger (Port lotniczy Tanger)
  - Wadżda (Port lotniczy Wadżda-Angads)

### Europa
- Belgia
  - Bruksela (Port lotniczy Bruksela)
- Francja
  - Bazylea/Miluza (Port lotniczy EuroAirport Bazylea-Miluza-Fryburg)
  - Bordeaux (Port lotniczy Bordeaux-Mérignac)
  - Brest (Port lotniczy Brest-Bretagne)
  - Lille (Port lotniczy Lille-Lesquin)
  - Lyon (Port lotniczy Lyon-Saint-Exupéry)
  - Marsylia (Port lotniczy Marsylia)
  - Nantes (Port lotniczy Nantes)
  - Nicea (Port lotniczy Nicea-Lazurowe Wybrzeże)
  - Paryż (Port lotniczy Paryż-Orly)
  - Tuluza (Port lotniczy Tuluza-Blagnac)
- Hiszpania
  - Barcelona (Port lotniczy Barcelona)
  - Madryt (Port lotniczy Madryt-Barajas)
- Polska
  - Warszawa (Port lotniczy Warszawa-Okęcie)
- Szwajcaria
  - Genewa (Port lotniczy Genewa-Cointrin)
- Wielka Brytania
  - Londyn (Port lotniczy Londyn-Gatwick)
- Włochy
  - Bolonia (Port lotniczy Bolonia)
  - Mediolan (Port lotniczy Mediolan-Malpensa)